# Online vitarendezés
Az online vitarendezés (ODR: Online Dispute Resolution) az alternatív vitarendezés (ADR: Alternative Dispute Resolution) fogalomkörébe tartozó eljárási forma, mely az interneten, mint közvetítőeszközön keresztül zajlik. Pontos jogi fogalmának definícióját egyelőre semmilyen törvény vagy szabályzat nem írja le. Létezik nemzeti, illetve nemzetközi vonatkozású vita. Az online vitarendezésnek az utóbbi esetben lehet nagy jelentősége. Tárgyát tekintve többféle vita lehetséges: munkaügyi, fogyasztói, családon belül zajló, gazdasági jellegű stb. Fontos szempont az ODR alkalmazásánál, hogy az érintett felek maguk közt meg tudják oldani a problémát, vagy esetleg egy harmadik személy segítségét kérik. Utóbbi esetben ez a harmadik személy tölti be a közvetítő szerepét a vitás felek között. Ezt mediációnak hívjuk. A mediátor szerepe rendkívül széles skálán mozoghat. A vitarendezés megkezdése előtt mindenképpen tisztázniuk kell a feleknek, hogy további személy bevonása esetén, mennyire lesz döntő az ő szava. Elfogadják megoldásként, vagy csupán egyfajta támpontként tekintenek rá. Az online vitarendezés természetesen nem csak a világhálón adódó problémás ügyekre kínál megoldást, hanem a mindennapi életben előforduló bármilyen esetre. Fontos, hogy az ODR megkezdése előtt, írásos szerződés szülessen, amelyik esetben, amelyik típusnál ez szükséges.

## Típusai
Többféle típusa lehet az online vitarendezésnek. Az egyik a már említett közvetítés vagy mediáció, a harmadik fél bevonásával. Általában ezzel a módszerrel jogilag nehezebbnek számító ügyek is megoldhatók, hiszen a segítő bármilyen szakember lehet, akinek a tudását kölcsönösen elismerik a vitázó felek. Ha viszont nem kérik egy kívülálló segítségét, akkor a másik eljárásról beszélhetünk, nevezetesen az egyeztetésről. Itt nem szükséges a személyes találkozás, folyamatos kérdésekkel és válaszokkal próbálják tisztázni az álláspontokat. Vagyis az eljárás nevéből is adódóan, egyeztetnek. A harmadik típus a panaszkezelés. Ez jellemzően a fogyasztók és a gazdasági szervezetek közötti viták sikeres megoldásának a módszere. A magát kárvallottnak tartók kérhetik a különböző online panaszirodák segítségét. Jogilag már komolyabb módszert jelent az online vitarendezésben az ún. választottbíráskodás. Gyakorlatilag az államit helyettesítő magánbíróságokról van szó. Az ő döntése már abszolút a törvény és a jog alapjain nyugszik. Lehet kötelező érvényűként, de mindössze ajánlásként is elfogadni döntését.

## Előnyei
Legnagyobb előnye talán a kényelmesség. Találkozás nélkül, munkahelyről, otthonról is intézhető, vagy bárhonnét, ahol az internethez való hozzáférés biztosított. Ebből kifolyólag magának a procedúrának a költségei is erősen redukálódnak. Mindenképpen meghatározó előnynek számít a vitás esetek orvoslásában az időtényező. A bírósági eljárásokhoz viszonyítva mindenképpen rövidebb idő alatt kerülhet pont az ügy végére. Ismét csak az online vitarendezés előnye lehet, hogy nagyon szűk körben zajlik az eljárás, és így nem láthatnak napvilágot a titkolni kívánt, kényesebb részletek. A vitában álló felek között mindenképpen előnynek számít, ha valamennyien beleegyeznek az online vitarendezésbe, hiszen ezzel valószínűsíthető, hogy tényleges bírósági eljárás kezdeményezése nélkül szeretnék megoldani konfliktusukat. Előnynek számít még, hogy a feleknek nem szükséges személyesen találkozniuk, elkerülve a kényes szituációt.

## Hátrányai
A legnagyobb hátránya az ODR-nek, hogy előfeltétele a világhálóhoz való hozzáférés. Nemzetközi viták esetén további gond lehet itt éppúgy, mint a nem-online vitarendezésnél, a közös nyelv hiánya. Ilyenkor esetleg fordítót kell közbeiktatni, ami a költségeket emeli, noha a költségmegtakarítás fontos szempont lehet akkor, amikor ezt a módszert választják az alternatívák közül.

## Vonatkozó törvények, szabályok
Az online vitarendezés tekintetében egységes szabályozásról nem beszélhetünk. Vannak viszont vonatkozó törvények, melyek betartása nyilvánvalóan kötelező. Ilyen a választottbíráskodásról szóló 1994. évi LXXI., illetve a közvetítői tevékenységről szóló 2002. évi LV törvény. Nagyon fontos az Európai Unió által 2002-ben kibocsátott ún. „Zöld Könyv”, melynek egyik kiadványa az alternatív vitarendezés foglalkozik.